# Arakan-Feldzug 1945
Japanische Eroberung 1941/42

Bilin – Sittang – Pegu (Taukkyan) – Rangun – Yunnan-Burma-Straße (u.a. Tachiao – Oktwin – Toungoo – Yenangyaung – Lashio I)
1942/43

Burma-Kampagne 1942–1943

Arakan I – The Hump – Chindits
1944

Schlacht um Nordburma und West-Yunnan 1943–1945

Burma-Kampagne 1944

Arakan II – Ha-gō – Lashio II – Sangshak – Myitkyina – U-gō (Imphal – Kohima – Tennisplatz) – Mogaung – Song shan/Huitong-Brücke – Dan-gō
1944/45

Burma-Kampagne 1944–1945

Bhamo – Arakan III (Kangaw und Höhe 170 – Ramree) – Meiktila/Mandalay – Pakokku – Lashio III – Tanlwe Chaung – Operation Dracula – Sittang
Der Arakan-Feldzug im Jahr 1945 war die endgültige Rückeroberung Arakans durch die alliierten Streitkräfte der Briten und Inder an der Westküste Burmas während des Pazifikkriegs im Zweiten Weltkrieg. Dies erfolgte zwischen Dezember 1944 bis Ende Februar 1945 in den zwei Operationen Romulus und Talon.

## Vorgeschichte
Nachdem die Kaiserlich Japanische Armee Im Jahr 1942 Burma erobert und die alliierten Britisch-Indischen Einheiten aus dem Land gedrängt hatte, war der erste Versuch der Alliierten gescheitert im Westen des Landes Arakan zurückzuerobern.
Am 17. Dezember 1942 begann der erste Arakan-Feldzug, der Mitte Mai 1943 mit einer Niederlage endete, nach der sich die alliierten Streitkräfte wieder aus Burma zurückziehen mussten.
Die zweite Offensive in der westlichen Küstenregion Arakan durch Einheiten der britischen 14. Armee unter dem Kommando von Generalleutnant William Slim startete im November 1943 und endete Ende Februar 1944 mit dem Sieg der Alliierten. Allerdings zielte die Operation Cudgel nicht auf die komplette Einnahme Arakans ab, sondern bereitete das IV Korps unter Generalleutnant Noel Irwin und den verbliebenen Rest der 14. Armee auf die Verteidigung von Kohima und Imphal gegen den Hauptstoß der japanischen 15. Armee vor.

## Planung

### Operation Fitting
Als bekannt wurde, dass die Luft- und Seeinvasion Ranguns (→ Operation Dracula) nicht vor dem Beginn des Monsuns 1945 durchgeführt werden konnte, wurde eine neue Operation in Arakan geplant. Daher erarbeitete im Oktober 1944 das Kommando der Alliierten Landstreitkräfte Südostasiens (ALFSEA) unter Generalleutnant Sir Oliver Leese zusammen mit Generalleutnant Sir Philip Christison einen Rückeroberungsplan für das gesamte Arakan-Gebiet. Als ausführende Einheit war das Britisch-Indische XV Korps vorgesehen. Ziel war die japanische 55. Division von Generalleutnant Hanaya Tadashi auf der Mayu-Halbinsel an der Mündung des Flusses Mayu im Westen Arakans. Die Division war eine Formation der 28. Armee unter dem Kommando von Generalleutnant Sakurai Shōzō. Noch bevor sie sich über die Berge in die Täler der Flüsse Irrawaddy und Kaladin und durch die Arakan-Halbinsel zurückziehen konnte, um schließlich über lokale Flüsse und Chaungs zurück aufs offene Meer zu fliehen, sollte sie gestellt werden. Der Schlüssel dazu war der erfolgreiche Ausgang der Zermürbungsschlachten bei Imphal und Kohima in Zentralburma. Ohne deren erfolgreichen Ausgang würde der Burmafeldzug eine längere und kostspieligere Angelegenheit werden.

### Operationen Romulus und Talon

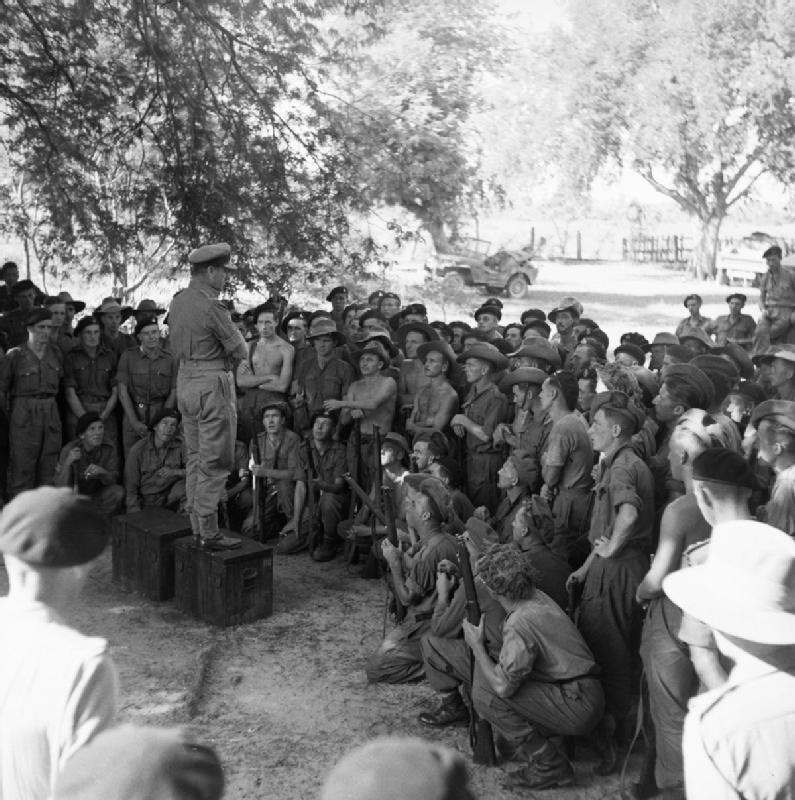
Admiral Mountbatten spricht am 20. Januar 1945 vor Männern der 2. Division nahe Sadaung, nördlich von Okhnebin in Burma

Der Plan zur Operation Fitting wurde abschließend zu den beiden Operationen Romulus und Talon umgearbeitet, die ab Dezember 1944 ausgeführt wurden. Romulus war die britische Operation zur Räumung der Arakan-Westküstenregion Burmas bis nach Akyab im Süden als Vorbereitung für die Eroberung von Akyab durch die folgende Operation Talon.
Admiral Lord Louis Mountbatten musste anschließend in der Lage sein, Einheiten von der Arakan-Front abzuziehen, um sie an anderen Fronten einzusetzen. Romulus wies daher eine wesentliche Änderung gegenüber der bisherigen Eindämmungspolitik an dieser Front auf und wurde im November 1944 vom Südostasienkommando (SEAC) unter Mountbatten angeordnet. Nach dem erfolgreichen Abschluss von Romulus und Talon sollte daher die sofortige Entlassung der britischen 3. Kommandobrigade unter dem Befehl von Brigadier Campell Richard Hardy für andere Aufgaben folgen. Weitere zwei Divisionen, die zu einem späteren Zeitpunkt nominiert werden sollten, würden ihr im Februar, bzw. März 1945 folgen.

## Die japanische Situation
Der Standort der japanischen Formationen war Ende November 1944 wie folgt:
Im Küstensektor waren die 54. und 55. Division, zugehörig der japanischen 28. Armee, zwischen Maungdaw und Bassein verteilt. Die Japaner schienen sich jedoch aus dem Paletwa-Gebiet im Kaladan zurückziehen und nur kleinere Abteilungen nördlich der Kfaawei-Paletwa-Linie zurückzulassen.
Der britischen 14. Armee standen drei japanische Divisionen gegenüber, die 15., 31. und 33., die alle sehr an Stärke verloren hatten, aber durch neue Truppen entsetzt wurden.
Die 15. Division war im Wuntho-Pinlebu-Gebiet stationiert und hatte kürzlich ihre Außenabteilungen aus dem Gebiet westlich des Zibyutaung-Gebirges abgezogen.
Die 33. Division war östlich des Chindwin zurückgedrängt worden; Es schien wahrscheinlich, dass diese Division eine Reihe von Verzögerungsaktionen entlang der Kaing-Ye-U-Straße durchführen würde, wofür es aber bisher keine Anzeichen gab.
Die erschöpfte 31. Division befand sich in der Reserve der 15. Armee unter dem Kommando von Generalleutnant Katamura Shihachi im Ye-U-Gebiet.
Die 53. Division befand sich im Gebiet Naba-Katha. Sie bildete zusammen mit den oben erwähnten 15., 31. und 33. Divisionen die japanische 15. Armee. Es wurde angenommen, dass das Panzerregiment Nr. 14, das beim Rückzug schwer gelitten hatte, sich in der Gegend von Shwebo, 110 Kilometer nordwestlich von Mandalay, neu aufrüstete.

## Die Kämpfe

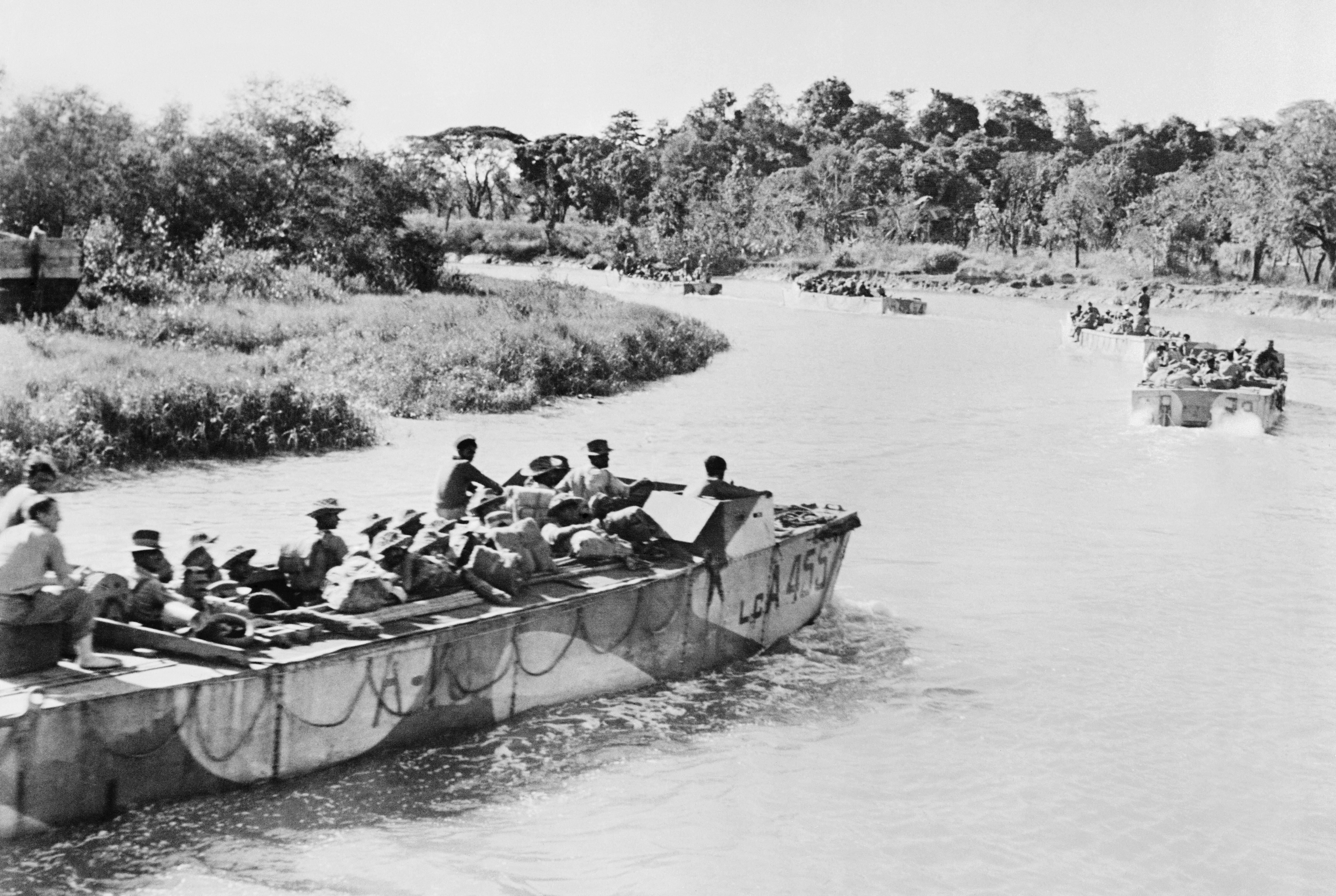
Landungsboote der Royal Indian Navy transportieren indische Truppen während Folgeoperationen der 14. Armee entlang eines Nebenflusses des Kaladan

Das Britisch-Indische XV Korps bestand im Oktober 1944 aus vier Infanteriedivisionen, einer Panzerbrigade, einer Kommandobrigade und einer Infanteriebrigade. Zur Vorbereitung der eigentlichen Operationen startete Generalleutnant Sir Philip Christison mit seinen Divisionen eine Reihe von Angriffen. Diese dienten dazu dem XV Korps nach dem Ende des Monsuns angemessene Frontlinien zu bieten.
So wurde die Küste um Godusara durch die indische 25. Division geräumt, die dann östlich des Mayu-Gebirges zu einer Position auf der Straße zwischen Maungdaw und Buthidaung vorrückte. Damit konnte das Aufmarschgebiet der 82. (Westafrika) Division unter Generalmajor George Bruce im Tal des Kalapanzin gedeckt werden. Die 81. (Westafrika) Division unter Frederick Joseph Loftus-Tottenham hatte bereits im Oktober 1944 mit dem Vorstoß in das Tal des Kaladan hinunter begonnen, um Ende November ihr Sammelgebiet bei Tinma zu erreichen.
Die 55. Division unter Generalleutnant Hanaya Tadashi als Bestandteil der 28. Armee unter dem Oberbefehl von Generalleutnant Sakurai Shōzō war ursprünglich in Arakan stationiert, bis im Juli der Befehl von Sakurai erging, dass der Großteil der 55. Division sich in Richtung der Mündung des Kaladan-Flusses zurückziehen sollte. Allein die „Sakurai“-Abteilung unter dem Befehl von Generalmajor Sakurai Tokutarō konnte jetzt noch den britischen Formationen entgegentreten.

### Operation Romulus

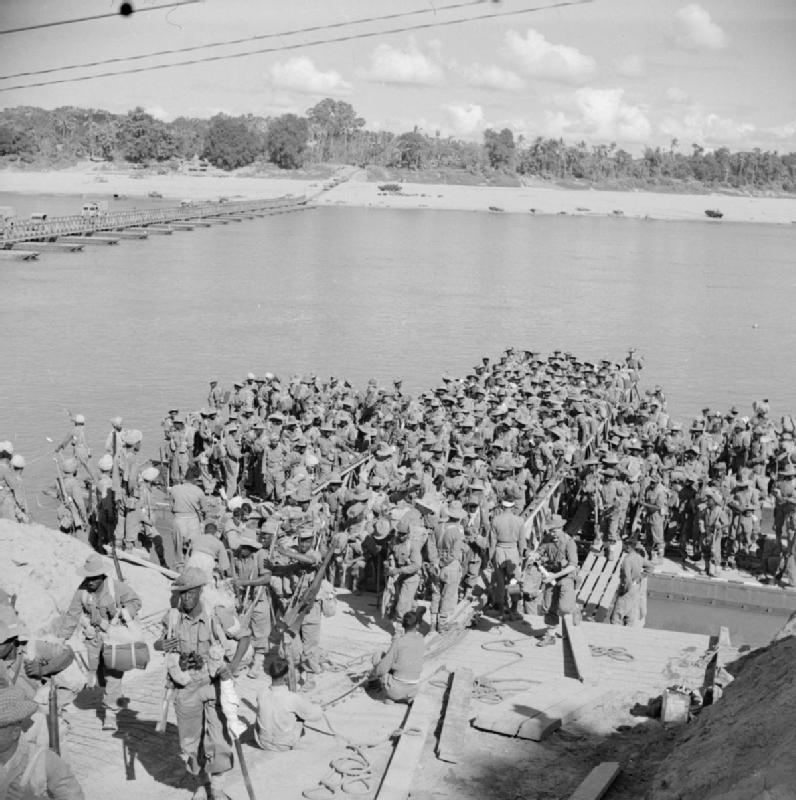
Soldaten der 11. (Ostafrika) Division landen in Kalewa, nachdem sie im Januar 1945 gerade den Chindwin River mit der Fähre überquert haben

Die führende Division des 33. Korps, die 11. (Ostafrika) Division, näherte sich Ende November Kalewa. Sie drang am 2. Dezember nach heftigen Nahkämpfen in der Gegend von Chaunggyin, etwa zehn Kilometer westlich, in das Dorf ein. In der Nacht vom 4. auf den 5. Dezember überquerte dann ein Bataillon den Chindwin bei nur geringem Widerstand. Drei Kilometer östlich wurde es dann aber aufgehalten. Nördlich von Kalewa stieß die Brigade, die über den Fluss nach Süden vorrückte, am Ostufer, elf Kilometer nordöstlich des Dorfes, auf starken Widerstand. Durch eine Umgehungsbewegung wurden die Japaner veranlasste, die Stellung aufzugeben, und es kam zu einer Verbindung mit dem Rest der Division.
Die Offensive im Rahmen der Operation Romulus begann pünktlich am 13. Dezember und nach einigen heftigen Kämpfen wurden ihre Ziele vor dem vorgesehenen Zeitplan erreicht. Die indische 74. Brigade erreichte Foul Point bei Rathedaung im Sittwe Distrikt am 27. Dezember. Am Jahresende hielt die 81. (Westafrika) Division im Gebiet von Teinnyo und Myohaung ein ideales Stützpunktgebiet gegen die japanischen Truppen. Hier wartete sie auf die Ankunft der 82. (Westafrika) Division für den großen Vorstoß durch das Tal des Kaladan-Flusses.

### Operation Talon
General Christison beschloss Arakan vom Meer aus einzunehmen. Der Plan sah koordinierte Landungen in drei Gebieten vor: Akyab (Operation Lightning), Myebon und Kangaw (Operation Pungent). Die 3. Kommandobrigade würde die Angriffe anführen, einen Brückenkopf errichten, vorrücken und das Gebiet sichern, bevor die Hauptstreitkräfte landeten. Die Unterstützung von See erfolgte durch Konteradmiral Benjamin Martins Force „W“ und die Luftunterstützung wurde durch die Gruppe Nr. 224 der Royal Air Force unter Vizeluftmarschall, Percy Bernard gewährleistet.
Talon startete unter Führung der 3. Kommandobrigade genau zum Zeitpunkt als sich die alliierten Romulus-Truppen im Kaladan-Tal sammelten. Beteiligt waren die indische 26. Division unter Generalmajor Cyril Lomax und ein Regiment der indischen 50. Panzerbrigade unter dem Kommando von Brigadegeneral George Todd. Anschließend sollte es im Bereich des Kaladan-Flusstals zu einem Angriff gegen die japanische 28. Armee kommen.

#### Operation Lightning
Von Chittagong lief am 2. Januar 1945 die Task Force 64 (Force „W“) mit den australischen Zerstörern Napier und Nepal, der britischen Sloop Shoreham, zwei LCIs und einigen kleineren Einheiten aus und landete mit 3 Transportern etwa 1000 Mann der 3. Kommandobrigade, unterstützt von einem Geschwader mittlerer Panzer und einem Regiment mittlerer Artillerie sowie einigen leichten und schweren Flugabwehrgeschützen, an der Nordwest-Spitze der Akyab Halbinsel.
Am 3. Januar 1945 um 9:45 Uhr gingen die Truppen des 44. Kommandos vor Akyab vor Anker, schifften sich in LCAs ein und landeten um 12:30 Uhr am nördlichen Ende der Insel. Kurz vorher war ihnen mitgeteilt worden, dass die Japaner Akyab tatsächlich bereits verlassen und ihre stark verteidigte Küste von Akyab aufgegeben hatten. Daher musste die Task Force 61 mit den drei Kreuzern Newcastle, Nigeria, Phoebe und den drei Zerstörern Pathfinder, Raider und Rapid nicht eingreifen. Die indische 74. Brigade, die von Foul Point auf dem Festland aus mit den indischen Schaluppen Jumna und Narbada sowie den Motorbooten ML-387 und ML-829 übergesetzt wurde, folgte kurz darauf den Landungstruppen.
Die Stadt Akyab wurde am nächsten Tag besetzt und die Patrouillen meldeten kurz darauf, dass der gesamte Bereich rund um die Anlegeplätze frei sei. Die Arbeiten zur Reparatur des dortigen Flugplatzes begannen sofort, und ein Geschwader Supermarine Spitfire konnte rechtzeitig von dort aus operieren um einige Tage später den ersten japanischen Luftangriff abzuwehren.
Der Landungstrupp verbrachte einige Zeit damit, in der Gegend zu patrouillieren und die verlassenen japanischen Verteidigungsanlagen am Fakir Point zu erkunden. Dort erhielten sie den Befehl, sich auf die Überfahrt zu den Baronas vorzubereiten, drei kleinen, mit Dschungel bedeckten Inseln südöstlich von Akyab. Auch dort erwartete sie kein japanischer Widerstand.
Als sie nach Akyab zurückkehrten, erwarteten die Männer den Befehl, zu ihrem zweiten Ziel aufzubrechen, Myebon, und auf den Beginn der Operation Passport.

##### Operation Passport

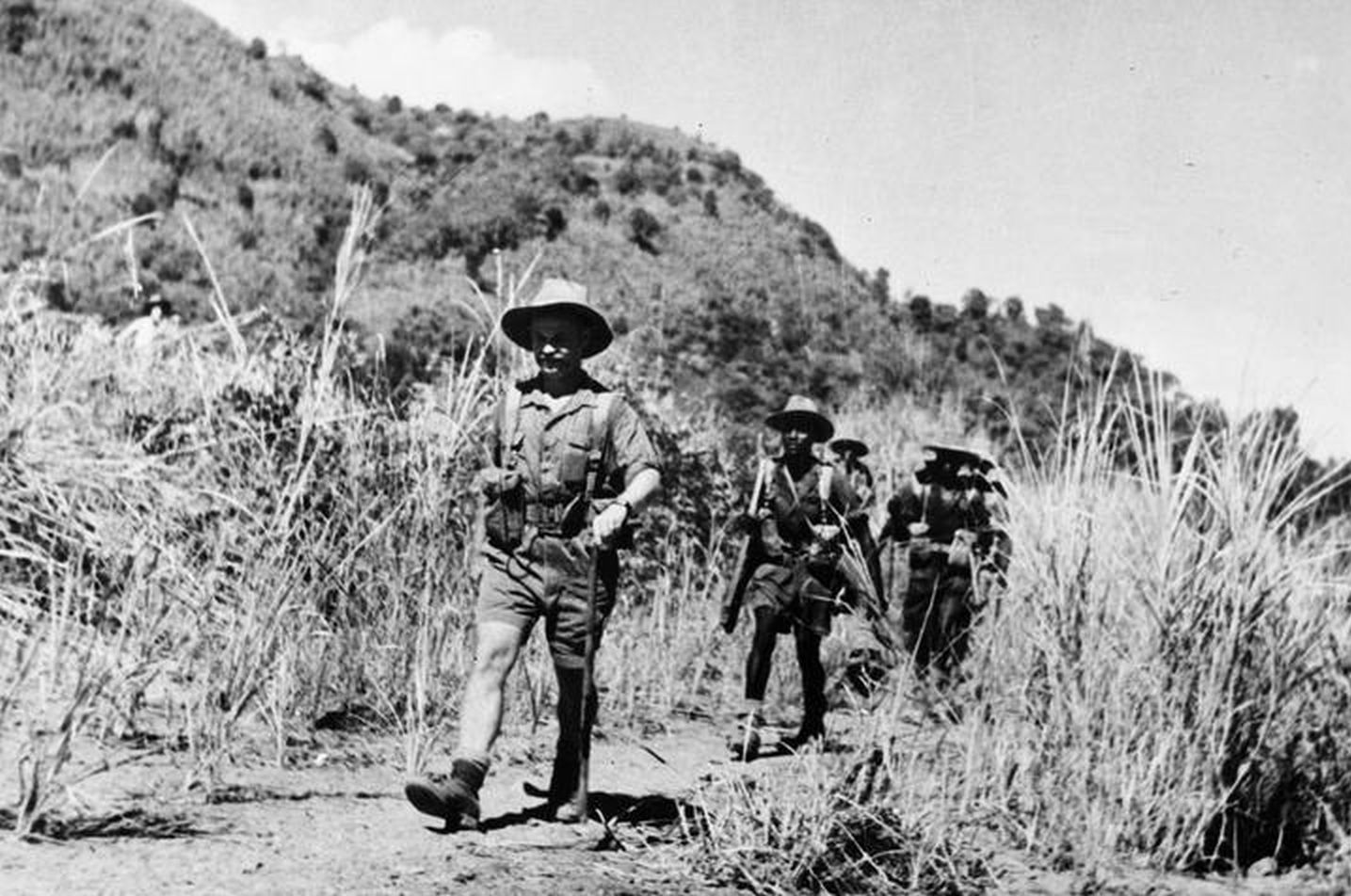
Der polnische Captain Jan K. Żeleźnik leitet eine Patrouille der 81. (Westafrika) Division in der Nähe von Ma Kyaze während des dritten Arakan-Feldzugs im Januar 1945

Südöstlich von Minbya am Fluss Lay Myo lag eine japanische Artilleriestellung, die im Rahmen der Operation Passport durch die indische 26. Division zwischen dem 12. und 26. Januar eingenommen wurde. Motorboote der Arakan Coastal Forces unterstützten die indischen Truppen im Verlauf der Landungsoperationen. Nach Abschluss der Landung operierten die leichten Seestreitkräfte mit gutem Erfolg bei der Unterbrechung der japanischen Nachschublinien und der Zerstörung von Versorgungsschiffen.

##### Operation Pungent

###### Myebon
Die Strände bei Myebon lagen in einer schmalen Mündung zwischen den Flüssen Kyatsin und Myebon. Die Briten nahmen an, dass die Myebon-Halbinsel durch eine japanische Garnison verstärkt wurde, die allen abziehenden Streitkräften Flankenschutz bot. Die Einheimischen dort waren sich sicher, dass mindestens Truppen in der Stärke eines Bataillons anwesend waren, möglicherweise das 55. Kavallerieregiment, auch gut bewaffnet mit 75-mm-Kanonen.
Am Morgen des 9. Januar nahmen einige hochrangige Armee- und RAF-Offiziere die Passage von Akyab nach Hunters Bay auf der indischen Sloop Narbaday. Sie sollten das geplante Landegebiet persönlich erkunden, von dem angenommen wurde, dass es sich um ein Konzentrationsgebiet für nach Norden ziehende japanische Verstärkungen handelte. Als das Schiff vom Ufer aus unter Beschuss geriet und das Feuer erwiderte, konnte das japanische Geschütz ausgeschaltet werden. Das Schiff dabei erlitt dabei jedoch geringfügigen Schaden. Mitglieder einer Combined Operations Pilotage Party (COPP) erkundeten genauestens die von den Japanern angelegten Unterwasserhindernisse. In der Nacht vor der geplanten Landung brachten sie Verzögerungsladungen an den Hindernissen an, die so eingestellt waren, dass sie zwanzig Minuten vor der H-Hour explodierten.
Als zweite Phase der Operation Lightning startete die Operation Pungent am 12. Januar 1945. Dieser Termin lag früher als ursprünglich geplant, was möglich wurde, da die von Großbritannien geführten Streitkräfte die Kontrolle über den Golf von Bengalen wiedererlangt und die Eroberung der Insel Akyab vor der Arakan-Küste im Westen Burmas etwa drei Wochen früher als eigentlich angenommen, abgeschlossen hatten.
Der geplante Angriff auf die Myebon-Halbinsel sollte durch die 3. Kommandobrigade unter Befehl von Brigadier Campell Richard Hardy erfolgen. Sobald ein ausreichender Brückenkopf gesichert worden war, sollte dann die indische 74. Brigade von Brigadier Joseph Edward Hirst hindurch marschieren. Die Infanteristen sollten dann zum Kantha Chaung vordringen und in Richtung Kangaw vorrücken.

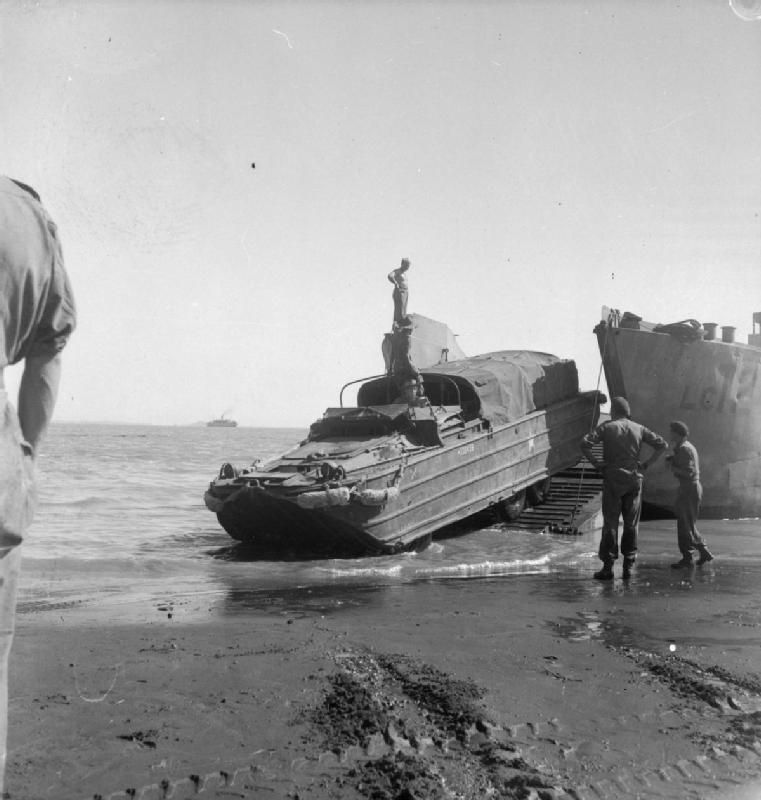
Ein Amphibienfahrzeug fährt rückwärts in ein Landungsboot in Akyab während der Einschiffung der 3. Kommandobrigade am 11. Januar 1945 für die Myebon-Halbinsel

Für die Landung eingesetzte Seestreitkräfte der Royal Navy, die Task Force 64, bestand aus dem leichten Flugabwehrkreuzer Phoebe, dem Zerstörer Napier, den indischen Schaluppen Narbada und Jumna, sowie aus 45 Landungsboote. Hinzu kamen vier Minensuchboote und etliche kleinere Einheiten. Der Kreuzer Phoebe konnte sich aufgrund seines Tiefgangs der Küste nicht nähern, bot aber Flugabwehrfeuer und Schutz von seewärts.
Am Morgen des 12. Januar explodierten die Sprengsätze an den Unterwasserhindernissen wie geplant. Durch die daraus resultierenden Explosionen entstand eine Lücke von etwa 23 Metern in der Verteidigungsanlage der Japaner, die es den Kommandotrupps ermöglichte, über einen schmalen Korridor den Strand zu erreichen. Unter der Deckung einer Nebelwand, die von RAF-Flugzeugen erzeugt worden war, und dem Feuer der unterstützenden Landungsboote, landeten vier Kommandotrupps um 8:30 Uhr als erste Welle an den Stränden. Zwar wurden die Landungsboote von japanischem Feuer beharkt und teilweise getroffen, doch bei nur geringem Widerstand an Land konnten die japanischen Verteidigungsanlagen vollständig eingenommen werden. Anschließend wurden die Strände von Minen und Sprengfallen befreit. Unter Schwierigkeiten gelang es auch Panzer und DUKWs an Land zu bringen.
Myebon wurde am Folgetag besetzt und nur zwei Tage später wurde einen Punkt erreicht, der etwa 1,6 Kilometer vom Kantha Chaung entfernt war. Von dort aus rückte die indische 74. Brigade vor und hatte bis zum 17. Januar gegen den starken Widerstand kleinerer japanischer Streitkräfte die gesamte Halbinsel, einschließlich Kantha Chaung, gesichert.
Bis zum 19. Januar hielt die 3. Kommandobrigade die Linie beim Kantha Chaung und patrouillierte in der Gegend, um sicherzustellen, dass die Myebon-Halbinsel frei war. Die erbeuteten Dokumente sowie Informationen aus der Vernehmung der beiden einzigen Gefangenen ließen darauf schließen, dass sich 250 japanische Truppen auf der Halbinsel befanden, von denen etwa 40 entkommen waren. Etwas mehr als 200 waren getötet worden, wobei die 3. Kommandobrigade fünf Tote und 30 Verwundete zu beklagen hatte. Am 20. Januar wurde die 3. Kommandobrigade zum Brückenkopf zurückbeordert, um sich auf die nächste Operation vorzubereiten; den Angriff auf Kangaw.

###### Kangaw und Hill 170
Da es den verbliebenen 5.000 Japanern nun verwehrt war Arakan über die vielen Wasserstraßen zu evakuieren, blieb ihnen die Straße von Myobaung nach Tamandu als einziger möglicher Fluchtweg. General Christison beschloss, diese Route etwa fünf Kilometer landeinwärts von Myebon in der Nähe des Dorfes Kangaw, zu blockieren. Aufgrund des schwierigen Geländes wurde beschlossen, das Dorf über den Fluss zu erreichen. Insgesamt wurden dafür 50 Schiffe zusammengestellt.

Am 22. Januar um 13.00 Uhr landete ein erstes Kommando, gedeckt von einer aus der Luft erzeugten Nebelwand am Ufer. Damit die Japaner unvorbereitet überrascht werden konnten, wurde auf ein vorbereitendes Bombardement verzichtet. Ein erstes Ziel war der sogenannte Hill 170, dessen 50 Meter hoher, bewaldeter Felsvorsprung sich steil aus offenen Reisfeldern erhob. Hill 170 lag zwischen dem Diangbon Chaung und dem Dorf Kangaw.

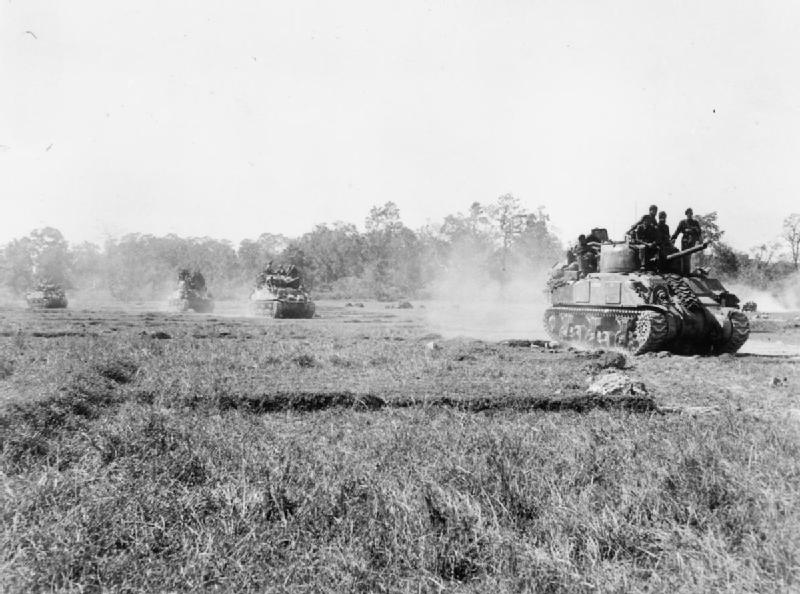
Sherman-Panzer, die nur unter größeren Schwierigkeiten ans Ufer gebracht werden konnten, beziehen Position in den Hügeln um Arakan und bereiten sich vor um japanische Stellungen zu beschießen, 22. Januar 1945

Unterdessen lag der kleine Brückenkopf am Ufer unter ständigem Beschuss durch japanische Artillerie. Nachdem weitere Einheiten angelandet waren, konnte ein weiteres Objekt unter dem Decknamen Milford angegriffen werden. Dies war ein niedriger Bergrücken östlich von Hill 170, der um 19:30 Uhr ohne Widerstand eingenommen wurde. Am späten Abend waren alle Kommandoeinheiten am Ufer gelandet. In der Nacht griffen die Japaner ein Kommando von der Nordspitze des Hill 170 an, konnten jedoch nach Nahkämpfen zurückgeschlagen werden.
Am 23. Januar morgens rückten die Briten ohne auf Widerstand zu treffen zu einem steilen, mit Dschungel bedeckten Hügel vor, der den Decknamen Pinner erhielt. Dort entdeckten sie zwei sorgfältig versteckte japanische Artilleriestellungen, die in die steile Böschung gegraben und scheinbar hastig aufgegeben worden waren. Von ihren Stellungen aus blickten die Briten hinüber nach Kangaw und konnten zum ersten Mal die Höhen erkennen, in denen die japanischen Verteidigungsanlagen die Straße bewachten.
Um 20:00 Uhr begann die japanische Artillerie die Stellung auf Pinner zu beschießen. Die Japaner hatten die Bewegungen der 3. Kommandobrigade aufmerksam verfolgt und waren alles andere als überrascht, da sie sich ihrer Positionen durchaus bewusst waren. Kurz darauf begann der japanische Gegenangriff. Sie versuchten nicht nur frontal auf die Briten vorzurücken, sondern schlichen sich auf über die Flanken an sie heran. Die Kommandos eröffneten das Feuer und es kam zu schweren Nahkämpfen, bevor der Angriff abgewehrt wurde, der sich die ganze Nacht über wiederholte und die Japaner 80 Tote kostete. Die 3. Kommandobrigade beklagte 26 Tote und 44 Verwundete, konnte Pinner aber dennoch halten.
Am nächsten Tag zogen sich die britischen Einheiten nach Hill 170 zurück um sich für den nächsten Gegenangriff vorzubereiten. Die Japaner hatten Hügel 170 einem ständigen Bombardement ausgesetzt, das von Tag zu Tag zunahm. Allein am vierten Tag, dem 25. Januar, schlugen 182 Granaten rund um Hill 170 ein. Allerdings hatten die Granaten eine hohe Ausfallrate.
Am 26. Januar landete die 51. Brigade und übernahm Stellungen bei Milford und Pinner. Um 6:00 Uhr am 31. Januar erreichte das japanische Bombardement eine heftige Intensität und der erwartete Gegenangriff der Japaner begann etwa 20 Minuten später. Der Angriff war selbstmörderisch. Japanische Soldaten sprengten sich laut einem japanischen Bericht mit den britischen Panzern in die Luft sowie mit Lastkraftwagen und einem Munitionsdepot. Die ganze Gegend verwandelte sich in ein Flammenmeer. Ein britischer Bericht widerspricht der japanischen Version: Zwei von drei Panzern konnten entkommen, aber der dritte wurde von japanischen Pionieren in die Luft gesprengt, wobei die Besatzung ums Leben kam.
Die Japaner versuchten unablässig die britischen Stellungen zu stürmen, aber sie wurden immer wieder zurückgeschlagen. Erst bei Tageslicht entdeckte die 3. Kommandobrigade die Leichen von etwa 350 japanischen Soldaten.
Schätzungsweise hatten die Japaner in den fast zwölf Tagen der Kämpfe bei Kangaw 2.000 Opfer erlitten. In den 27 Tagen nach der Landung in Myebon wurden rund 25.000 Mann, 500 Fahrzeuge, 200 Tiere und 5.000 Tonnen Vorräte angelandet und in das Kampfgebiet transportiert. Die Gesamtzahl der Verluste der 3. Kommandobrigade während des Feldzugs belief sich auf 50 Tote und 170 Verwundete.

Die Insel Ramree (roter Punkt), im Südwesten Cheduba und vor der Südspitze Sagu Kyun

#### Operation Matador
Die Operation Matador war ein Teil des Gesamtkonzepts der Operation Talon zur Eroberung von Arakan und war eine zweiteilige Operation, bei der Matador selbst die amphibische Landung zur Einnahme der Stadt Ramree im nördlichen Teil der Insel Ramree sein sollte. Die Insel liegt etwa 110 Kilometer südlich von Akyab. Ein weiteres Ziel war die Einnahme vom Naturhafen Kyaukphyu an der nordwestlichen Ecke der Insel in der Combermere Bucht, der als wichtiger Stützpunkt für spätere Operationen zu nutzen wäre. Der anschließende Vormarsch nach Süden war dann vorgesehen, um die Japaner mit dem Rücken zu den Mangrovensümpfen und dem Meer einzusperren und sie dort zu vernichten.
Die Truppen der indischen 26. Division unter dem Befehl von Generalmajor Cyril Lomax sowie deren Ausrüstung wurden in sechs Transporten von Chittagong aus in Marsch gesetzt. Am 21. Januar landete die indische 71. Brigade unter Brigadier Robert Cottrell-Hill im Norden der Insel Ramree bei Kyaukphyu. Ein Verband mit dem Schlachtschiff Queen Elizabeth, dem Kreuzer Phoebe, den Zerstörern Raider und Rapid, den Sloops Flamingo, Kistna, Redpole sowie der Fregatte Spey eröffneten eine Stunde vorher das Feuer auf den Landungsstrand, da sich dort nach Berichten eine große Anzahl japanischer Kanonen befinden sollte. Der Geleitflugzeugträger Ameer und der australische Zerstörer Norman sicherten die Landung durch Luftunterstützung. Jagdflugzeuge der Ameer konnten einen Angriff von 18 japanischen Flugzeugen abwehren. Auch amerikanische Bomber beteiligten sich an der Strandbombardierung.

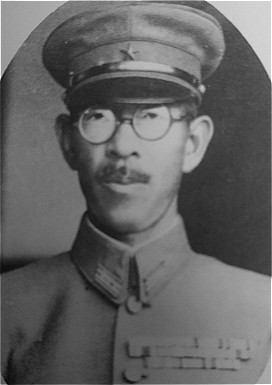
Oberst Kan'ichi Nagazawa

Die Garnison der Japaner auf Ramree bestand aus dem 2./121. Regiment unter dem Befehl von Oberst Kan'ichi Nagazawa und einem Teil der 54. Division von Generalleutnant Miyazaki Shigesaburō. Hinzu kamen Artillerie- und Pionierabteilungen, damit das Bataillon als unabhängige Streitmacht handeln konnte.
Am Nachmittag des 21. Januar war der Brückenkopf gesichert, so dass am nächsten Tag Einheiten der indischen 4. Brigade unter Brigadier James Francis Robert Forman die Kontrolle über den Brückenkopf und den Hafen Kyaukphyu übernehmen konnten. Vereinzelte Seeminen, die im Hafenbecken gefunden wurden, waren bis zum 24. Februar entschärft, oder gesprengt worden.
Die indische 71. Brigade rückte am 23. Januar entlang der Westküste der Insel nach Süden vor. Mayin wurde am 25. Januar besetzt und den Truppen gelang am folgenden Tag der Vormarsch zum Yanbauk Chaung. Von Tag zu Tag nahm der japanische Widerstand des 2./121. Regiment vom Südufer des Chaung aus zu, so dass am 31. Januar der indischen 71. Brigade befohlen wurde, zunächst landeinwärts nach Nordosten in Richtung Sane und dann nach Süden in Richtung der Stadt Ramree vorzudringen. Die indische 4. Brigade sollte die Verteidiger beim Yanbauk Chaung unter Druck halten und sollten die Japaner zurückfallen, ihnen entsprechend Paroli bieten.
Die indische 71. Brigade erreichte Sane am 1. Februar und Teile der indischen 36. Brigade mit 120 Mann unter dem Befehl des indischen Brigadegenerals Kodandera Subayya Thimayya nahmen die Insel Sagu Kyun, vor der Südspitze Ramrees liegend, im Rahmen der Operation Crocodile ohne auf Widerstand zu treffen ein. Die kleine Insel ist durch eine 2,4 Kilometer breite Meerenge von Ramree getrennt. Eskortiert und unterstützt von den Zerstörern Raider und Norman landeten vier Landungsboote am Strand von Sagu Kyun. Bis einschließlich dem 4. Februar wurde die Operation zusätzlich von den Zerstörern Nepal und Pathfinder unterstützt.
Nachdem die Briten auf Ramree eine japanische Stellung umzingelt hatten, flohen etwa 900 Japaner aus dem Stützpunkt und marschierten zu einem größeren Bataillon japanischer Soldaten über die Insel. Um dorthin zu gelangen, mussten sie sich durch 16 Kilometer weite Mangrovensümpfe kämpfen. Da die Briten aber kurz darauf das komplette Gebiet umzingelten, waren sie in dem tiefen, schlammigem Land gefangen. Tropenkrankheiten übertragen durch Mücken, ebenso wie Skorpione und Salzwasserkrokodile kosteten viele Japaner das Leben.
Die Stadt Ramree konnte durch die indische 71. Brigade und unterstützende Panzer mach starkem japanischen Widerstand eingenommen werden. Die Royal Navy und die indische 26. Division konzentrierten sich anschließend darauf, die kleinen Chaungs an der Ostküste zu blockieren, damit die Japaner nicht auf das Festland flüchten konnten.

#### Operation Sankey

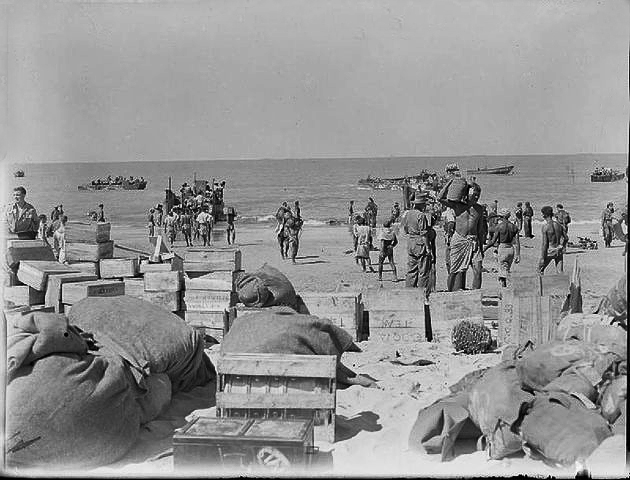
Burmesischen Inselbewohnern beim Entladen von Vorräten, nachdem der Strand auf Cheduba gesichert worden war

Am 24. Januar liefen die Zerstörer Norman und Raider und die Fregatten Spey und Teviot von Akyab aus. Die Task Force 65 unter Konteradmiral Arthur Duncan Read mit den Kreuzern Newcastle, Nigeria, Kenya zusammen mit den Zerstörern Paladin und Rapid landeten am 26. Januar 500 Marineinfanteristen (Wellington Force) auf der Insel Cheduba südwestlich von Ramree. Admiral Arthur Power, der Oberbefehlshaber der britischen Eastern Fleet, verfolgte die Operation unter dem Decknamen Sankey vom australischen Zerstörer Nepal aus. Der Geleitträger Ameer und der Kreuzer Phoebe waren für die Luftsicherung eingesetzt.
Nach einer erfolgten Strandbombardierung durch Norman, Raider, Paladin und Rapid fanden die Infanteristen die Insel verlassen vor. Am 27. Januar folgte die indische 36. Brigade von Ramree aus. Da die Aufrechterhaltung einer Garnisonstruppe auf der Insel keinen operativen Wert hatte, wurden die Einheiten bis zum 31. Januar wieder abgezogen.

#### Operation Block
Generalleutnant Sir Oliver Leese befahl Lomax am 4. Februar, mit der Blockade zu beginnen und so die japanische Garnison der Insel Ramree zu zerstören. Die kleineren Inseln zwischen Ramree und dem Festland sollten vollständig geräumt werden. Zudem waren Razzien zwischen Taungup und dem Fluss An sowie an der Küste zu unternehmen, um die japanische Nachschublinie nach Norden zu stören.
Die Operation Block war ein gemeinsames Unternehmen der Marine, Armee und RAF. Sie startete am 8. Januar und war am 22. Januar beendet. Während die Marine Zerstörer, Minensuchboote, Motorboote und kleinere Einheiten einsetzte um alle Chaung-Mündungen im Osten zu blockieren, deckte die Armee die Chaung-Mündungen nach Süden bis zum Taraung Chaung durch einen Vorstoß von Kyauknimaw nach Norden mit der indischen 36. Brigade ab. Die RAF beschoss japanische Bootskonzentrationen und sorgte für Deckung. So trieben die britisch-indischen Streitkräfte die japanischen Überreste effektiv auf der Insel Ramree in die Mangrovensümpfe.
Um die Blockade zu durchbrechen, starteten die Japaner am 11. Februar einen Luftangriff, bei dem ein britischer Zerstörer schwer beschädigt wurde. Zudem entsandten sie eine Flotte von etwa 40 kleinen Booten, um die Überlebenden der Ramree-Garnison zu retten. So gelang es etwa 500 der geschätzten 1.200 bis 1.500 Soldaten, die am 8. Februar die japanische Garnison auf Ramree gebildet hatten, abzuziehen. Gegen Ende der Operation Block wurden nur 20 Gefangene gemacht, als viele japanische Truppen ohne Hoffnung auf Ablösung oder Flucht das Endstadium der Erschöpfung erreicht hatten.

## Auswirkungen des Arakan-Feldzugs
Anfang März 1945 war die britische 14. Armee in der Schlacht um Meiktila und Mandalay in heftige Kämpfe gegen die japanische 15. und 33. Armee verwickelt. Der anhaltende Erfolg ihrer Operationen mit Rangun als Ziel hing weitgehend von der Verbesserung ihrer Luftversorgung ab. Daher musste der Aufbau der Vorräte in Akyab und Ramree beschleunigt werden, wenn auf diesen Inseln vor dem Monsun genügend Vorräte für die mögliche weitere Unterstützung der 14. Armee angesammelt werden sollten. Zudem war es zu diesem Zeitpunkt nicht möglich einen Hafen in Südburma zu erobern und von dort aus Wartungsarbeiten durchzuführen. General Christisons Plan zur Einkreisung der japanischen 54. Division musste daher aufgegeben werden. Allen drei Brigaden der 82. (Westafrika) Division wurde der Befehl erteilt den Kontakt abzubrechen.
Am 13. März transportierten Seestreitkräfte die 4. Brigade der 26. indischen Division aus Kyaukpyu und landeten sie ungehindert östlich des Dorfes Letpan, 58 Kilometer südlich von Ru-Ywa. Die Landung wurde durch die Zerstörer Roebuck und Eskimo, sowie die indischen Sloops Cauvery und Jumna unterstützt. Diese letzte Landung an der Küste von Arakan erfolgte, um die Hauptstraße hinter den vorderen Truppen der Japaner abzuschneiden. Es brachte die Briten näher an Taungup und den westlichen Eingang zum letzten Pass über den Yomas ins Tal des Irrawaddy.
In Übereinstimmung mit der Politik zur Erleichterung der Unterstützungssituation wurde die indische 25. Division nun angewiesen, sich bis Ende März nach Akyab zurückzuziehen. Die 22. (Ostafrika) Brigade aus Ramree sollte die 53. Brigade in Ru-Ywa sofort ablösen, aber bis das vorgeschobene Gebiet in Tamandu fest etabliert war, sollte die 74. Brigade im Gebiet unter dem Kommando der 82. (Westafrika) Division bleiben.
Die letzten Kämpfe fanden am Tanlwe Chaung statt und mit der Einnahme von Taungup war die Arakan-Kampagne Ende April endgültig erfolgreich beendet. Die 82. (Westafrika) Division kam am 1. Mai unter das Kommando der Allied Land Forces South East Asia (A.L.F.S.E.A.).
Während der Landungen an den Stränden von Arakan hatte die Royal Navy 54.000 Soldaten, 800 Tiere, 1.000 Fahrzeuge und 14.000 Tonnen Material angelandet. Das britische XV Korps hatte in den Schlachten insgesamt 5.089 Opfer zu beklagen, von denen 1.138 getötet worden waren. Die Royal Air Force verlor 78 Flugzeuge. Demgegenüber standen 63 verlorene Flugzeuge der Japaner, wobei etliche mehr als beschädigt gemeldet wurden.